# Маале Гильбоа (иешива)
Иеши́ва «Маале́ Гильбо́а» (ивр. ישיבת מעלה גלבוע) — иудейское духовное училище (иешива), расположено в северо-восточной части Израиля, в одноимённом религиозном кибуце. Иешива возглавляется раввинами Давидом Бигманом, Шмуэлем Райнером и Йехудой Гилад.

## История
Иешива была основана в 1993 г. как «Иешива Религиозного Киббуца», раввинами Йехуда Гильад и Шмуэль Райнер, занимающими тогда духовные должности в различных киббуцах. Годом позже к ним присоединился и раввин Давид Бигман.

## Взгляды и деятельность
Иешива принадлежит современно-ортодоксальному и религиозно-сионистскому течениям иудаизма.
Главы Иешивы поддерживают хорошие отношения с еврейскими общинами из Европы и Северной Америки, и ежегодно принимают учеников из еврейских общин других стран мира.
Духовное училище также выступает за интеграцию граждан с особыми потребностями в обществе, и с 2013 там открылась программа для учеников с особенностями развития.
Единственное духовное училище в Израиле, ученики которого, после окончания учёбы, полностью призываются в ряды армии обороны Израиля (в отличие от других религиозных училищ, ученики которых призываются только частично, вовсе не призываются или призываются на короткий срок).
Главы иешивы высказываются положительно о либерализме и еврейском феминизме.

## Учёба
Учёба в иешиве делится на три основные учебные сессии (сейдер): во время утренней и дневной сессии изучается Талмуд, а во время вечерней —самостоятельное обучение. Между сессиями проводятся занятия по различным священным текстам.

## Книги
Духовное училище издаёт иудейские молитвенники, а также книги и журналы на религиозную тематику, написанные учениками и раввинами иешивы. В них входят:
- Журнал «Маагалим»[6][7]
- Молитвенник Селихот: "לשמע אל הרנה ואל התפלה: סדר סליחות" («Услышь Воззвание и Молитву») (первое издание 2001 год, второе издание 2012)[8]
- Книга р. Бигмана: (2009) ״יודוך רעיוני: התבוננות הגותית בפרשת השבוע״ («Мысли О Недельной Главе Торы»), переведена на английский язык под названием “The Fire and the Cloud”[9],
- Книга р. Гильада: ״את קֹלךָ שמעתי״ («Голос Твой Я Услышал») (2013 год, расширенная версия издана в 2015 году)[10]
- Книга Доктора Хези Кохена и Авиада Эврона: ״גישת התמורות: שיטה חדשה בפרשנות התורה״ («Образ Перемен: Новый метод толкования Торы») (2019 г.) (совместно с издательством религиозной литературы «Маггид»)[11]
- Книга Доктора Хези Кохена: ״שערי חיים: בעקבי תורתו של הבן איש חי״ (Врата Жизни: По следам учения раввина Бен-Иш-Хай) (совместно с издательством «Иедиот Сефарим»)[12]